# 1819 Laputa
1819 Laputa (1948 PC) là một tiểu hành tinh vành đai chính được phát hiện ngày 9 tháng 8 năm 1948 bởi Ernest Johnson ở Johannesburg (UO).